# Lijst van beschermd erfgoed in Tinlot
Onderstaande tabel geeft een overzicht van de beschermde erfgoederen in de gemeente Tinlot. Het beschermd erfgoed maakt deel uit van het cultureel erfgoed in België.
| Object | Bouwjaar/architect | Deelgemeente | Adres | Coördinaten                   | Nummer?                | Afbeelding |
| --- | ------------------ | ------------ | ----- | ----------------------------- | ---------------------- | ---------- |
| Linde |                    |              |       | 50° 28' 2" NB, 5° 19' 60" OL  | 61081-CLT-0003-01 Info |            |
| Het koor en het schip van de kerk Saint Martin te Scry |                    |              |       | 50° 29' 58" NB, 5° 22' 36" OL | 61081-CLT-0004-01 Info |            |
| Place du Baty |                    |              |       | 50° 27' 36" NB, 5° 24' 2" OL  | 61081-CLT-0006-01 Info |            |
| Kerk Notre-Dame en muur begraafplaats, ensemble van kerk en omliggend terrein |                    |              |       | 50° 27' 51" NB, 5° 19' 42" OL | 61081-CLT-0007-01 Info |            |
| Gevels en daken van de donjon van het huis en de toren aan weerszijden van de woongebouw van het kasteel van Abée en het ensemble van het kasteel, de boerderij en het omliggende land |                    |              |       | 50° 28' 35" NB, 5° 21' 6" OL  | 61081-CLT-0008-01 Info |            |